# Bernardo Tarín y Juaneda
Bernardo Tarín y Juaneda, (Valencia, 26 de noviembre de 1857-1925) fue un fraile cartujo, abogado e historiador español. Su nombre de nacimiento fue Francisco Tarín y Juaneda. Estudió Derecho en la Universidad Literaria, finalizando en 1979. Estudió la historia de la Cartuja de Miraflores donde vistió los hábitos a partir de julio de 1897. En 1913 envió a Vicente Vives Lerín un álbum con minuciosos detalles de toda la procesión del Corpus Christi de Valencia. Es conocido por su libro La procesión del Corpus en Valencia, en el año 1800, que se ha convertido en una referencia básica de la iconografía del Corpus valenciano. Hizo esta obra mientras vivía en la Cartuja de Miraflores, donde moriría en 1925. En 1978 se realizó una reimpresión de la obra, con textos de Manuel Sanchís Guarner y una bibliografía ampliada.